# Aurora de Hanigad
Aurora (Barangay Aurora) es un barrio de la ciudad de Surigao  situado en la isla de Hanigad, adyacente a la costa noroeste de isla Mindanao. Forma parte de la provincia de Surigao del Norte  en la Región Administrativa de Caraga, también denominada Región XIII. Para las elecciones está encuadrado en el Segundo Distrito Electoral.

## Geografía
Aurora  se encuentra 16.5 kilómetros al norte de la ciudad  de  Surigao ocupando el extremo norte  de  isla Hanigad entre las islas de Sibale (barrios de Lisondra y de Zaragoza) y las de Aguasán y Nonoc (barrios de Cantiasay, Nonoc y Talisay); al sur de la bahía de Aguasán, islas Calibán y Dinagat; al este del estrecho de Surigao; y al norte del canal de Hinatuán.
Su término, que cuenta con una extensión superficial de  9,7149 km²,  linda al sur con el del barrio de San Pedro.

### Población
El año 2000 contaba este barrio con 800 habitantes que ocupaban 142 hogares. En 2007 son 694 personas, 758 en 2010.

## Historia
A finales del siglo XIX  formaba parte del  Tercer Distrito o provincia de Surigao: Con sede en la ciudad de Surigao comprendía  el NE. y Este de la isla de Mindanao y, además, las de Bucas, Dinágat, Ginatúan, Gipdó, Siargao, Sibunga y varios islotes entre los que se encontraba Hanigad.
El nombre de este barrio recuerda a Aurora Aragón la que fuera  esposa de Manuel Quezón, primer Presidente de la Mancomunidad de Filipinas.